# Tuključani
Tuključani (szerbül: Тукључани), falu Bosznia-Hercegovinában, Bosanska krajina területén, Kozarska Dubica községben, a Szerb Köztársaságban. 

## Fekvése
Bosznia-Hercegovina északi részén, Banja Lukától légvonalban 57, közúton 80 km-re északnyugatra, községközpontjától légvonalban 7, közúton 12 km-re nyugatra, 160 – 250 méteres tengerszint feletti magasságban, az Una völgyétől délre elterülő Potkozarjei dombvidéken fekszik. Több, kis településből áll. A közúti közlekedés nagyon rossz a falun keresztül. A faluban nincs aszfaltburkolat. A Kozarska Dubica - Kostajnica főút a falutól 4 km-re, az Una folyó 5 km-re található. A Tuklučani körüli falvak: Johova, Celebinci, Jasenje, Mrazovci, Suvaja, Brekinja, Pobrđani és Komlenac. A dombokból álló falu ivóvízforrásokban, patakokban gazdag, melyek közül a legjelentősebb a Tuklešnica nevű patak. A falu szomszédságában két ortodox templom található, a körülbelül 2 km-re fekvő Brekinja faluban álló Szűz Mária mennybemenetele templom és a körülbelül 3,5 km-re fekvő Pobrđani faluban álló Szent Vaszilij Osztroski templom.

## Népessége
| Nemzetiségi csoport | Népesség 1991 | Népesség 2013 |
| ------------------- | ------------- | ------------- |
| Szerb               | 185           | 90            |
| Bosnyák             | 0             | 0             |
| Horvát              | 0             | 0             |
| Jugoszláv           | 0             | 1             |
| Egyéb               | 0             | 0             |
| Összesen            | 185           | 91            |

## Története
A történelmi feljegyzések szerint a falu a 18. században települt be Manjaca területéről. A kezdeti lakosság vezetéknevei Puzigaća, Kos, Kondić, Novaković, Pralica, Raus és Marjanović voltak. A település 1878-ig tartozott az Oszmán Birodalomhoz, ekkor a berlini kongresszus határozata alapján az Osztrák-Magyar Monarchia része lett. 1879-ben az első osztrák-magyar népszámlálás során a Kostajnicai járáshoz tartozó Čelebinci község részeként a falunak 24 háztartása és 170 ortodox szerb lakosa volt. 1910-ben a Bosanska Dubica-i járásban fekvő községben levő településen 36 háztartást és 304 ortodox szerb lakost találtak. A monarchia szétesésével 1918-ben előbb a Szerb-Horvát-Szlovén Királyság, majd 1929-től a Jugoszláv Királyság része. 1921-ben a községnek 42 háztartása és 351 lakosa volt. Jugoszlávia megszállása után a falu a Független Horvát Állam (NDH) része lett. A második világháború során lakói közül sokan haltak meg a jasenovaci koncentrációs táborban. 1945-től a település a szocialista Jugoszlávia része volt. A Bosznia-Hercegovinában zajló polgárháború idején a település a Boszniai Szerb Köztársaság része volt. 1995. szeptember 18-án és 19-én az Una horvát hadművelet keretében Kozarska Dubica község területét megtámadta a Horvát Köztársaság hadserege (HV). Ezt a támadást a Boszniai Szerb Köztársaság hadserege (VRS) és a helyi lakosság visszaverte. A daytoni békeszerződést követő területfelosztásnál a település, Kozarska Dubica község részeként a Szerb Köztársaság területéhez került. Lakói főként mezőgazdasággal foglalkoznak, gabonaféléket és gyümölcsöt termesztenek.

## Fordítás
- Ez a szócikk részben vagy egészben  a(z)   Тукључани című szerb Wikipédia-szócikk ezen változatának fordításán alapul.  Az eredeti cikk szerkesztőit annak laptörténete sorolja fel. Ez a jelzés csupán a megfogalmazás eredetét és a szerzői jogokat jelzi, nem szolgál a cikkben szereplő információk forrásmegjelöléseként.